# Суперкубок Брунею з футболу 2007
Суперкубок Брунею з футболу 2007  — 4-й розіграш турніру. Матч відбувся 11 січня 2008 року між чемпіоном Брунею клубом КАФ та володарем Кубка Брунею клубом АХ Юнайтед.
| Володар Суперкубка Брунею 2007 |
| ------------------------------ |
|                                |
| КАФ Перший титул               |

## Матч

### Деталі
| 11 січня 2008 |

| КАФ                  | 2:0 | АХ Юнайтед |
| -------------------- | --- | ---------- |
| Байонг 67' Вахіт 78' |     |            |

|  |